# Concatedral de Vieste

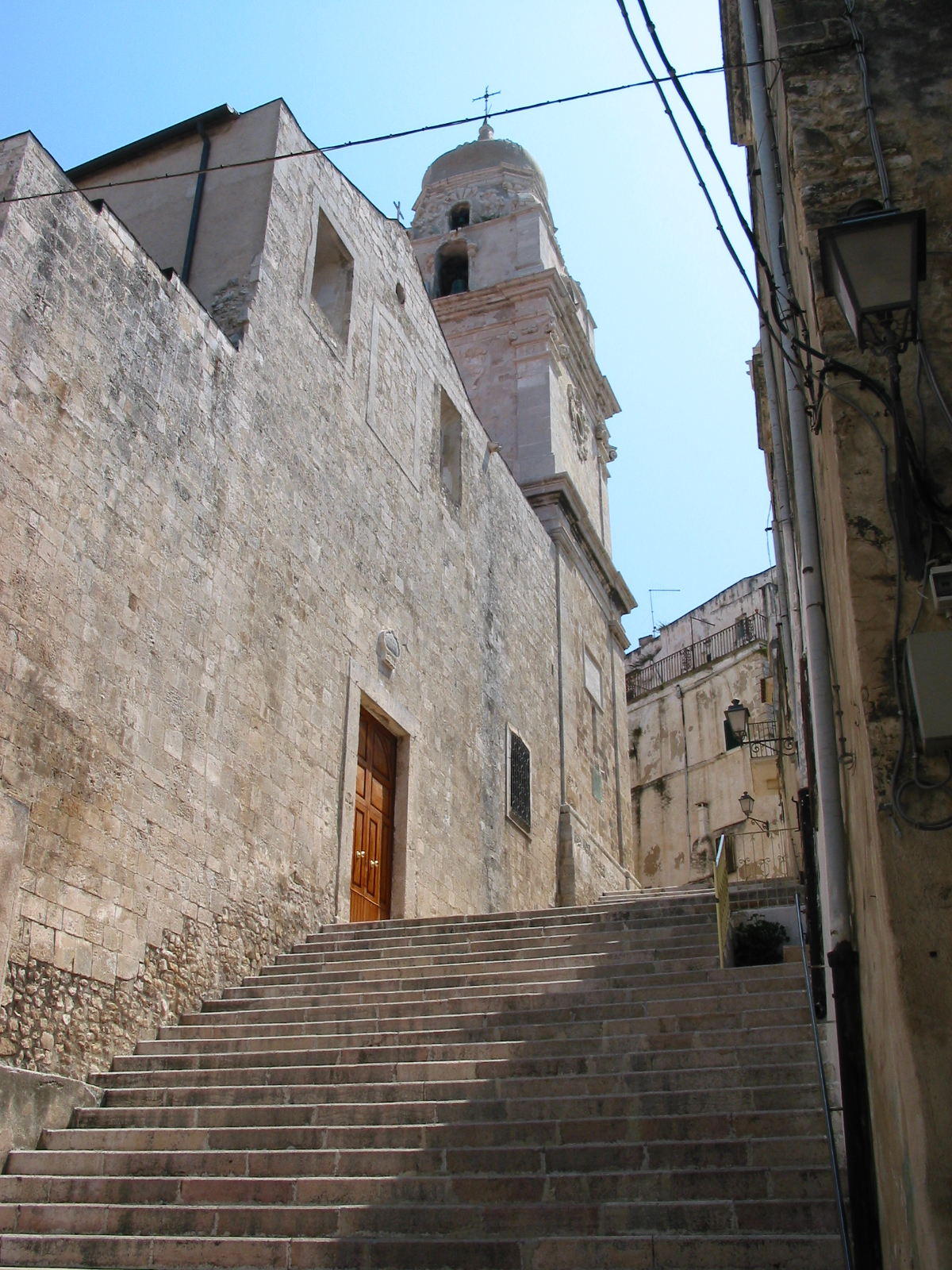
Concaedral de Vieste

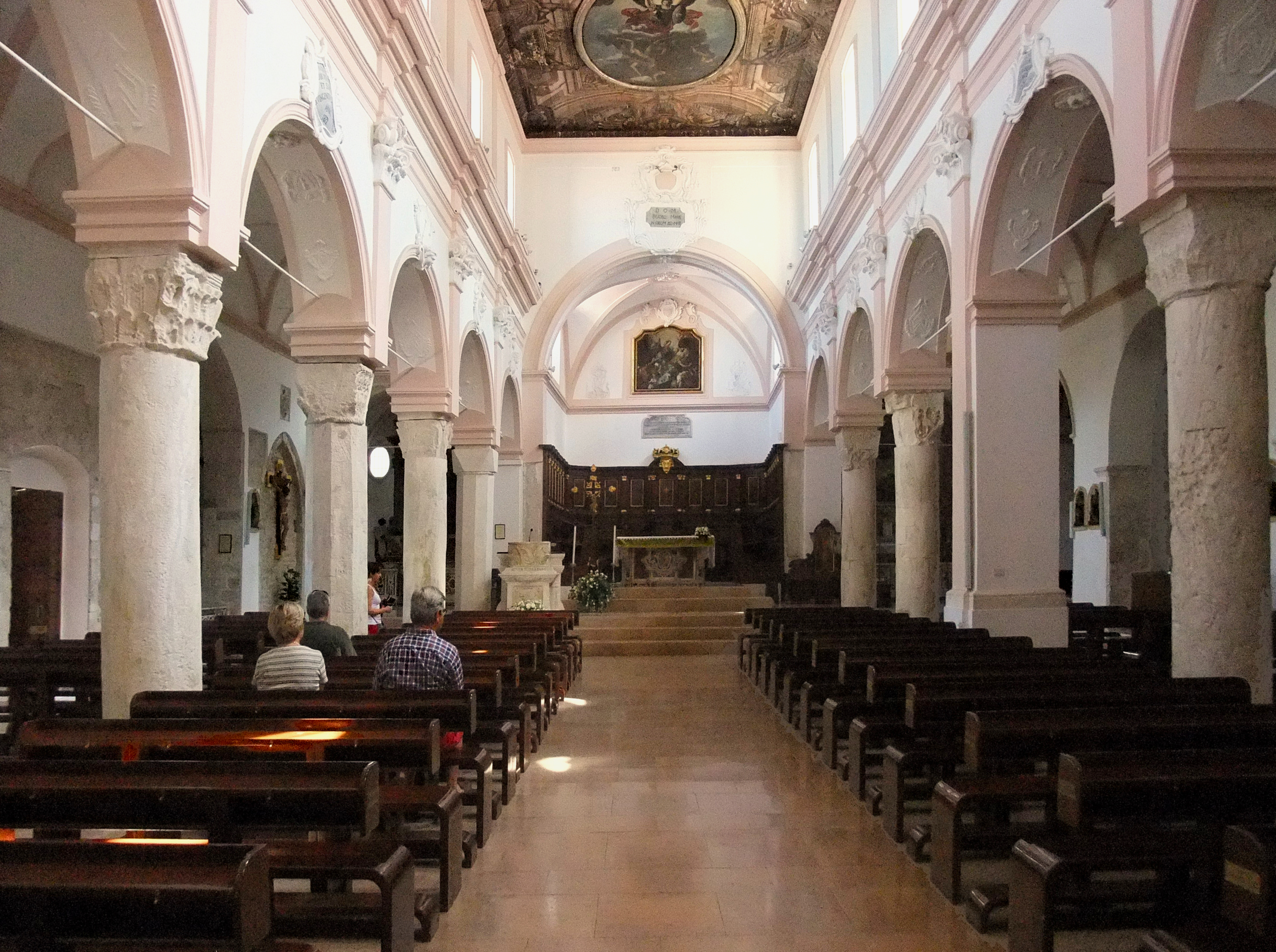
Interior

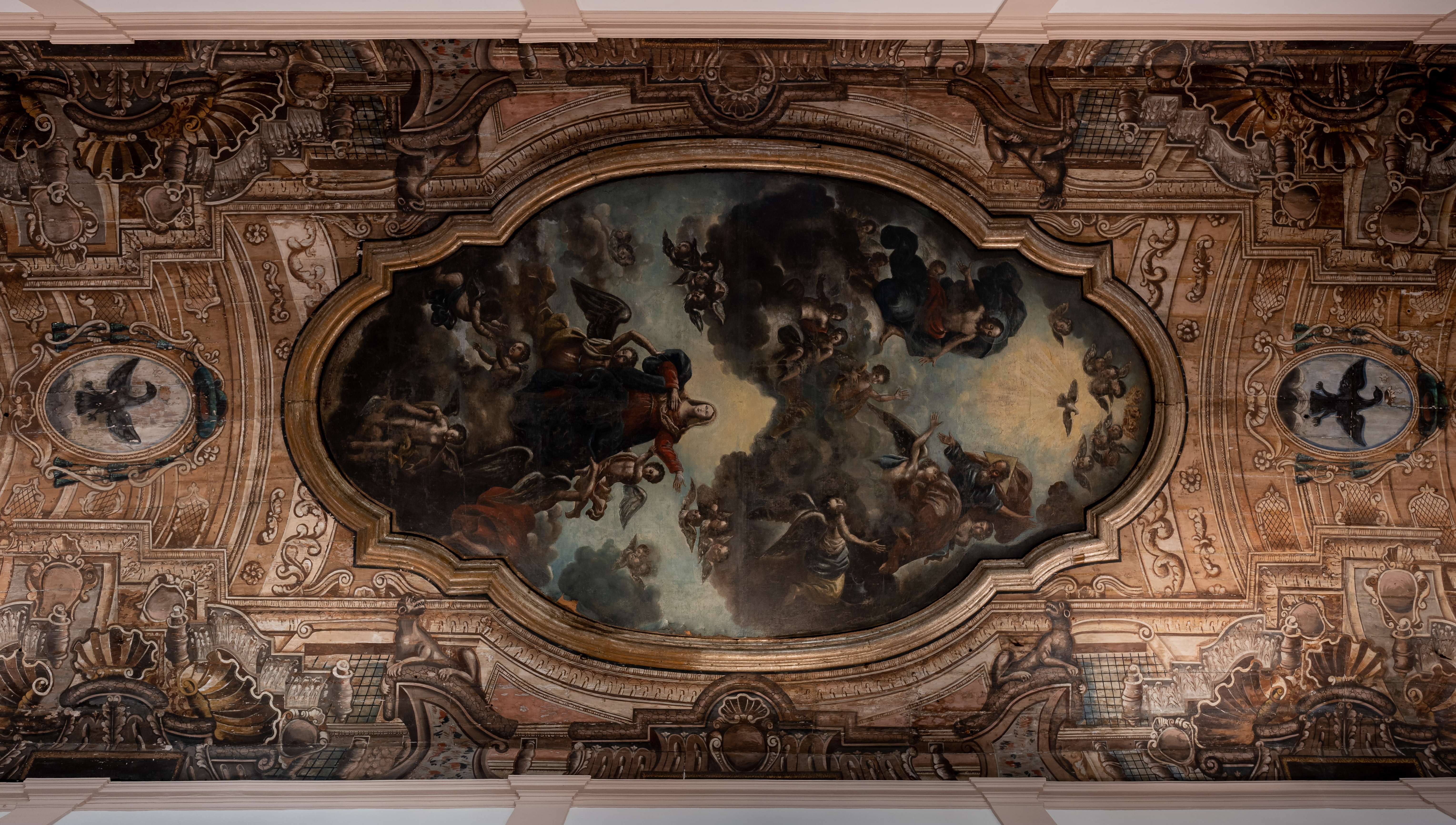
Los lienzos del techo de la nave central de la Catedral

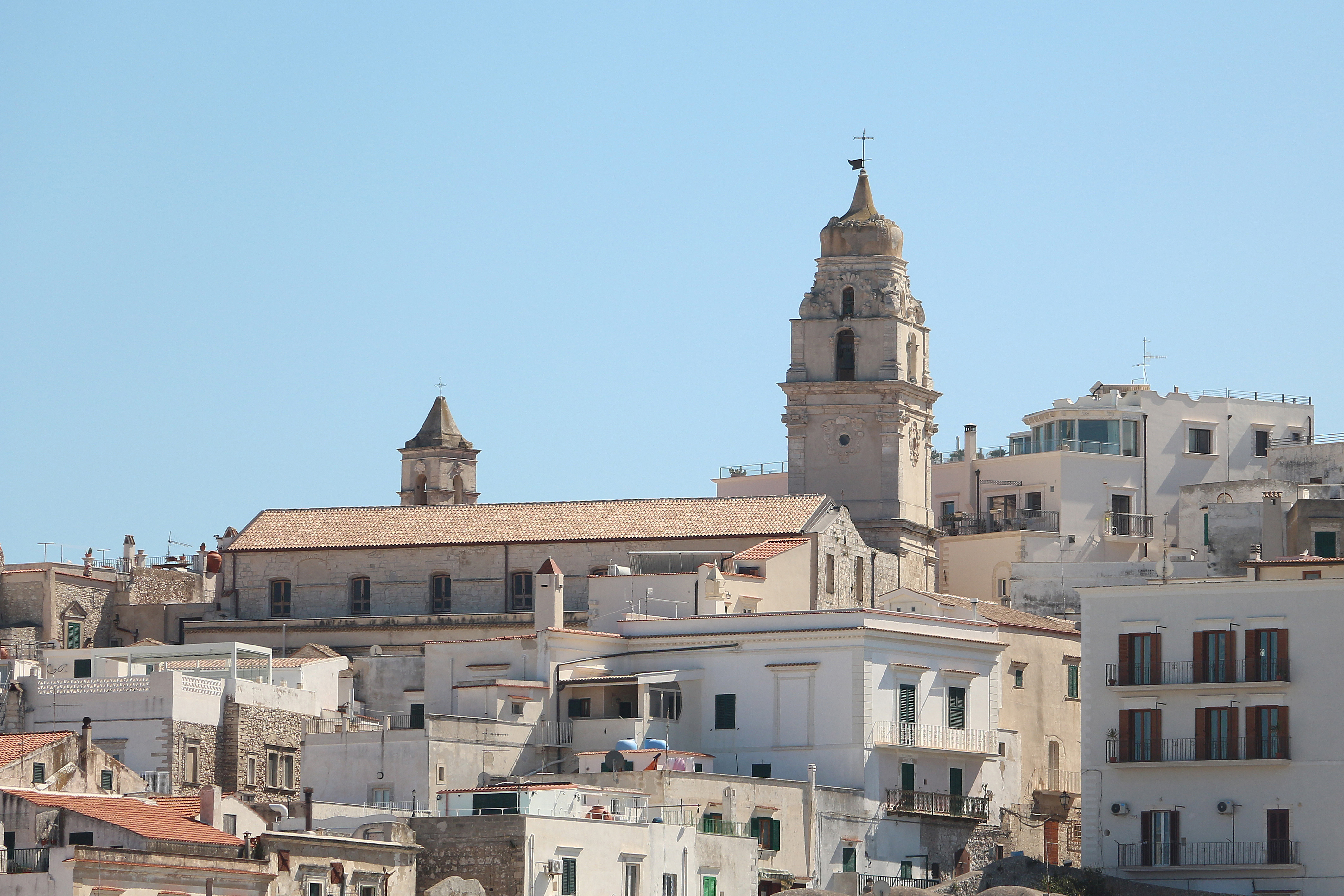
La catedral en el pueblo

La basílica concatedral de Santa María Asunta es la catedral de Vieste y concatedral de la archidiócesis de Manfredonia-Vieste-San Giovanni Rotondo. En 1981, el Papa Juan Pablo II le concedió el título de basílica menor.

## Historia
La catedral de Vieste se construyó en el siglo XI en estilo románico. Ha experimentado grandes cambios a lo largo del tiempo. pasó por el terremoto de 1223, los saqueos sarracenos en 1480 y 1554 y el devastador terremoto de mayo de 1646.
Estos acontecimientos obligaron a reconstruir la fachada (segunda mitad del siglo XVIII) y el campanario, que se derrumbó en 1772. Además, la sucesión de diferentes estilos y gustos introdujo principalmente motivos barrocos, que son claramente evidentes en el interior de la iglesia: el techo original fue adornado con una rica pintura de la escuela napolitana del siglo XVIII; los tres ábsides con los que terminaban las tres naves de la iglesia fueron sustituidos por dos capillas laterales y un presbiterio central con la sillería del coro; la penumbra típica de las iglesias románicas cambió a la intensa luminosidad que proporcionan doce ventanales situados en la parte superior de la nave; durante las obras de restauración llevadas a cabo en 1976-80 y 1988-2000, las columnas originales de la iglesia románica quedaron a la vista cuando se retiró la cubierta barroca.

## Descripción
La iglesia es de planta de cruz latina, de tres naves separadas por columnas de diferentes estilos, y crucero. El presbiterio está dominado por una gran pintura de Luigi Velpi (1779) que representa la Expulsión de los Vendedores del Templo; el altar mayor data de 1769; Cruz de madera del siglo XVIII en el lateral del crucero; y sillería del coro de madera del siglo XVII en los lados del altar mayor.
El techo del siglo XVIII, pintado al temple, está adornado con tres lienzos que representan a la Virgen María asunta al cielo, que da nombre a la basílica, a San Jorge, patrón de Vieste, y a San Miguel Arcángel, patrón de la archidiócesis.
En la nave derecha se encuentran las siguientes capillas:
- la capilla de la Virgen de Merino, donde hay una estatua de madera de la Virgen que data del gótico tardío;
- la capilla de San Francisco de Paula.
- la capilla de San Miguel Arcángel, donde hay una escultura de Jesús Muerto, de la escuela de Miguel Ángel.
- la capilla de Santa Ana, donde se exponen piezas arqueológicas halladas durante la restauración de la catedral, entre ellas un sarcófago longobardo del siglo VIII;
- la capilla de Nuestra Señora de los Dolores.
- la Capilla del Santísimo Sacramento, que originalmente era el ábside terminal de la nave derecha; aquí se encuentra una pintura de 1771 que representa a la Virgen con el Niño y los Santos.

En la nave izquierda se encuentran estas otras capillas:
- la capilla del baptisterio, con una estatua de la Virgen Inmaculada de 1756.
- la capilla de San Jorge, con estatuas modernas de los arcángeles Miguel y Rafael y reliquias del padre Pío de Pietrelcina;
- tras la entrada lateral, cerca de la cual se encuentra la única ventana de una sola hoja conservada de la primitiva catedral románica, se encuentra la capilla del Rosario, que alberga una de las obras más valiosas de la catedral: un retablo de 1581 de Michele Manchelli que representa a Nuestra Señora del Rosario con santos, y 15 escenas que representan los misterios del rosario;
- la Capilla de la Santísima Trinidad, que originalmente era el ábside al final de la nave izquierda.

## Literatura
- Cattedrali di Puglia. Una storia lunga duemila anni, a cura di Cosimo Damiano Fonseca, Mario Adda Editore, Bari 2001.